# Acanthosphinx guessfeldtii
Acanthosphinx guessfeldtii är en fjärilsart som beskrevs av Herman Dewitz 1879. Acanthosphinx guessfeldtii ingår i släktet Acanthosphinx och familjen svärmare. Inga underarter finns listade i Catalogue of Life.